# Abigail Disney
Abigail E. Disney (Los Angeles, 24 de gener de 1960) és una activista, productora de documentals i filantropa estatunidenca. A més del seu activisme fonamentat en documentals que enfoquen diverses temàtiques socials, és productora executiva i directora de la pel·lícula The Armor of Light, que va guanyar un premi Emmy, i es va estrenar al Festival de pel·lícules de Tribeca el 2015.